# José De Queiroz
Pour les articles homonymes, voir Queiroz (homonymie).
José De Queiroz, né à Lisbonne le 9 août 1954 est un astronome amateur suisse, restaurateur de métier et portugais de naissance.

## Biographie

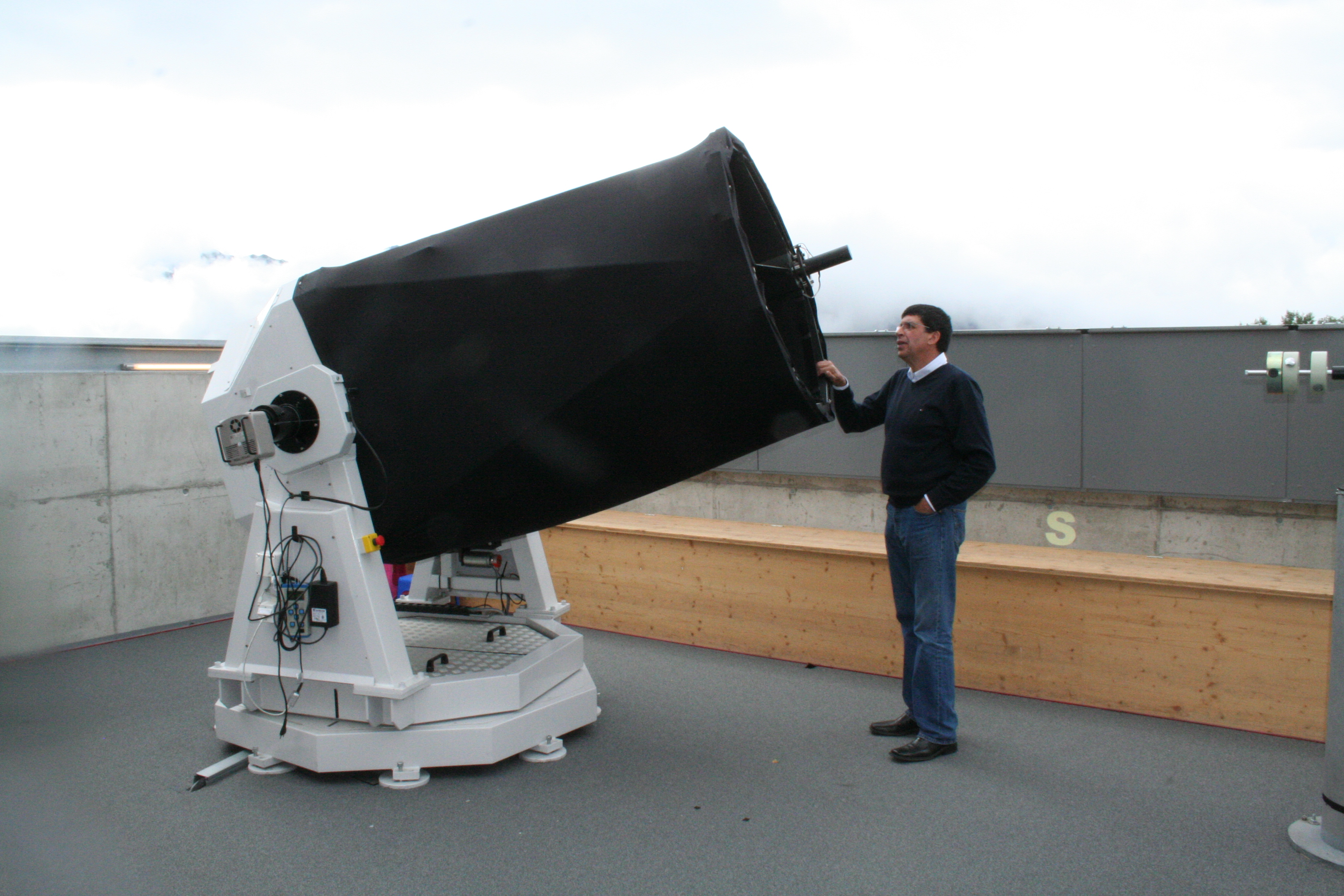
José de Queiroz à côté de son télescope Cassegrain

Deux ans après sa naissance, sa famille s'établit à Braga où José accomplit la première partie de ses études. Dans le but de suivre ses études supérieures il s'établit à Porto où il fréquente l'Institut supérieur d'ingénierie. En 1974, après la révolution des Œillets, il choisit d'émigrer en Suisse où il trouve son premier emploi comme animateur dans une colonie de vacances à l'Ormont-Dessus.
Immédiatement après cette expérience, il commence à travailler dans le secteur touristique tout en suivant l'école hôtelière. Peu après son mariage en 1985, il obtient la nationalité suisse à Zernez, la ville natale de son épouse. Après avoir obtenu son diplôme de restaurateur il s'établit à Falera, dans le canton des Grisons, où dès 1987 il assume la gestion d'un hôtel. En 2005, il vend l'hôtel et s'investit dans la gestion d'un restaurant.
Passionné d'astronomie, il commence ses observations avec son propre télescope en 1999 et rejoint après un an l'Association Astronomique des Grisons. En 2002, il est à l'origine du premier rassemblement de télescopes à Falera qu'il renouvelle annuellement tout en s'adonnant aux activités d'observations et de vulgarisation.
Il fait partie des fondateurs de l'observatoire Mirasteilas à Falera, le plus grand des observatoires suisses qui soient ouverts au public.
Le Centre des planètes mineures le crédite de la découverte de trois astéroïdes, toutes effectuées en 2009.
L'astéroïde (72042) Dequeiroz lui a été dédié.
| (233943) Falera | 21 novembre 2009 |
| (269484) Marcia | 19 octobre 2009  |
| (269550) Chur   | 16 novembre 2009 |